# Das Blubbern von Glück (Film)
Das Blubbern von Glück (Originaltitel: H Is for Happiness) ist ein australischer Kinderfilm unter der Regie von John Sheedy aus dem Jahr 2019. Der Film feierte seine Weltpremiere am 11. August 2019 auf dem Melbourne International Film Festival. Am 6. Februar 2020 kam er in die australischen Kinos. Seine internationale Premiere feierte der Film im Februar 2020 auf der 70. Berlinale, wo er die Sektion Generation Kplus eröffnete.

## Inhalt
Candice Phee ist 12 Jahre alt und lebt mit ihren Eltern in Albany, einem verschlafenen Ort in Western Australia. Ihre Familie besteht aus ihrer Mutter, ihrem Vater und dessen Bruder, dem „Reichen Onkel Brian“. Die beiden Brüder sind seit Jahren zerstritten – nur Candice hat zu Brian noch Kontakt.
Candice ist eine Musterschülerin und legt großen Wert auf Ordnung. Ihr Lieblingsbuch ist ein Wörterbuch, in dem sie jeden Tag liest. Sie spricht daher mit einem für ihr Alter ungewöhnlich großen Wortschatz, tut sich aber manchmal schwer, mit anderen zu kommunizieren. Ihre Mutter leidet seit dem Tod ihrer jüngsten Tochter, die als Baby gestorben ist und verlässt kaum ihr Schlafzimmer. Candice dagegen möchte sich voller Freude an das Leben ihrer Schwester erinnern und dabei ihr eigenes Leben leben. Candice’ Vater zieht sich angesichts dieser Differenzen in seinen Schuppen zurück, in dem er Computerprogramme schreibt.
In der Schule wird Candice ausgegrenzt. Sie wird bei dem Spitznamen „I.Le.“ gerufen, einer Abkürzung für „individuelle Lernförderung“. Candice fasst das aber nicht als Beleidigung auf und bemerkt dazu nur, jeder Mensch sei schließlich ein Individuum und sollte gefördert werden. Auf die Frage, ob sie Autistin sei, antwortet sie: „Ich bin ich.“ Candice’ Freund wird ein neuer Mitschüler namens Douglas, den sie konsequent „Douglas Benson aus einer anderen Dimension“ nennt. Seit Douglas bei einem Sturz von einem Baum eine Kopfverletzung erlitten hat, glaubt er, aus einer anderen Dimension zu stammen. Seiner Überzeugung nach gibt es unendlich viele Universen, deren einzige sichere Gemeinsamkeit die Schwerkraft ist. Daraus folgert er, nur ein weiterer Sprung von einem Baum könne ihn in seine eigene Dimension zurückbringen. Seinen Berechnungen zufolge muss das genau um halb sieben geschehen. Candice akzeptiert Douglas und seine Eigenheiten, beobachtet aber besorgt, dass er immer größere Sprunghöhen ins Auge fasst. Sie gewöhnt sich an, jeden Abend um halb sieben dafür zu sorgen, dass Douglas sich nicht verletzt.
Candice leidet unter ihrem belasteten Familienleben und schmiedet Pläne, um ihre Familie wieder zusammenzubringen. Dabei greift sie zu ungewöhnlichen Maßnahmen. Zum Beispiel springt sie in Anwesenheit ihres Vaters und ihres Reichen Onkels Brian ins Meer in der Hoffnung, dass eine gemeinsame Rettungsaktion die beiden Brüder versöhnen werde. Allerdings stellen sich die beiden ungeschickt an, verletzen sich und müssen ihrerseits gerettet werden. Sie geben einander dafür die Schuld und sind entzweiter als je zuvor.
Gegen Ende des Films wendet sich das Blatt und Candice’ Bemühungen haben endlich Erfolg: Candice’ Vater lässt sich von Douglas’ Theorien über das Leben in parallelen Dimensionen inspirieren. Ihm kommt die Idee, ein soziales Netzwerk zu entwickeln, in dem jeder Mensch mit verschiedenen Versionen seiner selbst in hypothetischen Paralleluniversen interagieren kann. Candice erzählt ihrem Onkel Brian von der Idee und zwingt ihn und ihren Vater zu einem Treffen. Der Onkel schlägt seinem Bruder vor, in dessen Projekt zu investieren und ihm so seine Arbeit zu ermöglichen. Candice’ Vater nimmt das Angebot widerstrebend an. Durch die Zusammenarbeit verbessert sich das Verhältnis der Brüder wieder.
Douglas meint, den idealen Zeitpunkt für seine Rückkehr in seine ursprüngliche Dimension errechnet zu haben, und springt dazu erneut von einem Baum. Als er sich von seinen Verletzungen wieder erholt hat, teilt er Candice mit, er sei für einige Tage in seiner Dimension gewesen, sei aber zurückgekehrt, um mit ihr zusammen zu sein. Vielleicht würden sie eines Tages gemeinsam verschiedene Dimensionen bereisen.

## Hintergrund
Regie führte John Sheedy, das Drehbuch stammt von Lisa Hoppe. Der Film basiert auf dem Buch Das Blubbern von Glück von Barry Jonsberg.

## Auszeichnungen
Beim australischen CinefestOZ Film Festival gewann der Film 2019 den Hauptpreis.
Die Kinderjury im Wettbewerb Generation Kplus vergab 2020 an den Film ein lobende Erwähnung.